# گمینا ژتنو
گمینا ژتنو (به لهستانی:  Gmina Żytno) یک گمینا در لهستان است که در شهرستان رادومسکو واقع شده‌است. گمینا ژتنو ۱۹۷٫۵۴ کیلومتر مربع مساحت و ۵٬۷۱۶ نفر جمعیت دارد.